# Tvrđava Todorovo
Tvrđava Todorovo nastala je za razdoblje srednjeg vijeka na području općine Velika Kladuša, Bosna i Hercegovina. Tvrđava, zajedno s džamijom, proglašena je za nacionalni spomenik Bosne i Hercegovine

## Lokacija
Od Velike Kladuše naselje Todorovo udaljeno je 12 km a od Cazina 22 km. Tvrđava nalazi se na niskom brijegu uz cestu.

## Povijest
Tvrđava Todorovo bila je jedna od važnijih starih gradova zapadne Bosne. Sagrađena je krajem 15. i početkom 16. stoljeća. Grad je bio samostalan, ali pod zaštitom grada Krupe i knezova Babonjića Blagajskih. Godine 1531. dolazi u posjed knezova Zrinjskih. Kapetan Mihajlo Deli Todor upravljao je gradom do 1560. godine, kada je osmanska vojska napala grad i tom prilikom ga razorila. U spomen na kapetana Deli Todora, koji je tom prilikom ubijen, grad dobiva naziv – Novi Todor, a kasnije Todorovo. Osmanska vojska je zauzela Todorovo 1578. godine, a grad stalno nastanjen je tek od 1635. godine. Za vrijeme osmanske vlasti Todorovo postaje utvrđeni centar stalne vojne posade. Gradskom vojnom posadom zapovijedao je dizdar. Više puta ovaj grad opsjedala je austro-ugarska vojska (1682., 1684., 1685., 1696.  godine).
Džamija u Todorovu sagrađena je 1868. godine i služila je svojoj namjeni sve do 1973. godine kada je napravljena nova potkupolna džamija izvan starog grada.

## Opis
Tvrđava građena je u dvije faze. Srednjovjekovna građevina obuhvaćala je veliku kulu i vanjski bedem  i građena je u gotskom stilu. Druga faza izgradnje potječe iz Osmanskog perioda kada je na zapadnoj strani dograđen novi veliki bedem u obliku nepravilnog jednakostraničnog šesterougla. Tlocrtna osnova ovog dijela tipična je za osmanske utvrde u dolini rijeke Une, što je razlikuje od osnova utvrđenih gradova u drugim dijelovima Bosne.
Džamija u Todorovu predstavljala je jednu od arhitektonski najvrednijih džamija s drvenom munarom  u Bosni i Hercegovini i drvenim mahfilom  postavljenim na dvije razine.
Dijelovi kamenog zida okrugle branič kule i dijelovi zidova istočnog bedema jedino preostali su od Starog grada Todorova. Ostali zidovi su utonuli ili su razneseni i korišteni za novu gradnju.
Objekt džamije u Todorovu nema krovne konstrukcije, niti prozora i vrata. Kameni zidovi džamije su gotovo u cijelosti sačuvani.

## Vanjske poveznice
- Općina Velika Kladuša  Arhivirana inačica izvorne stranice od 26. ožujka 2016. (Wayback Machine)